# 1056
1056 (MLVI) var ett skottår som började en måndag i den julianska kalendern.

## Händelser

### Okänt datum
- Island får en egen biskop, Ísleifur Gissurarson, med säte i Skálholt.
- Henrik IV blir tysk kung.

## Födda
- Erik Ejegod (född omkring detta år), kung av Danmark 1095–1103.
- Vilhelm II Rufus, kung av England 1087–1100 (född omkring detta år eller 1060).
- Hildebert, ärkebiskop av Tours.

## Avlidna
- Januari – Benedictus IX, född Theophylactus av Tusculum, påve 1032–1044, 1045 och 1047–1048 (död detta eller föregående år).
- 31 augusti – Theodora Porphyrogenita, regerande kejsarinna av det bysantinska riket (född 981).
- 5 oktober – Henrik III, tysk-romersk kejsare sedan 1046.